# Iktinos

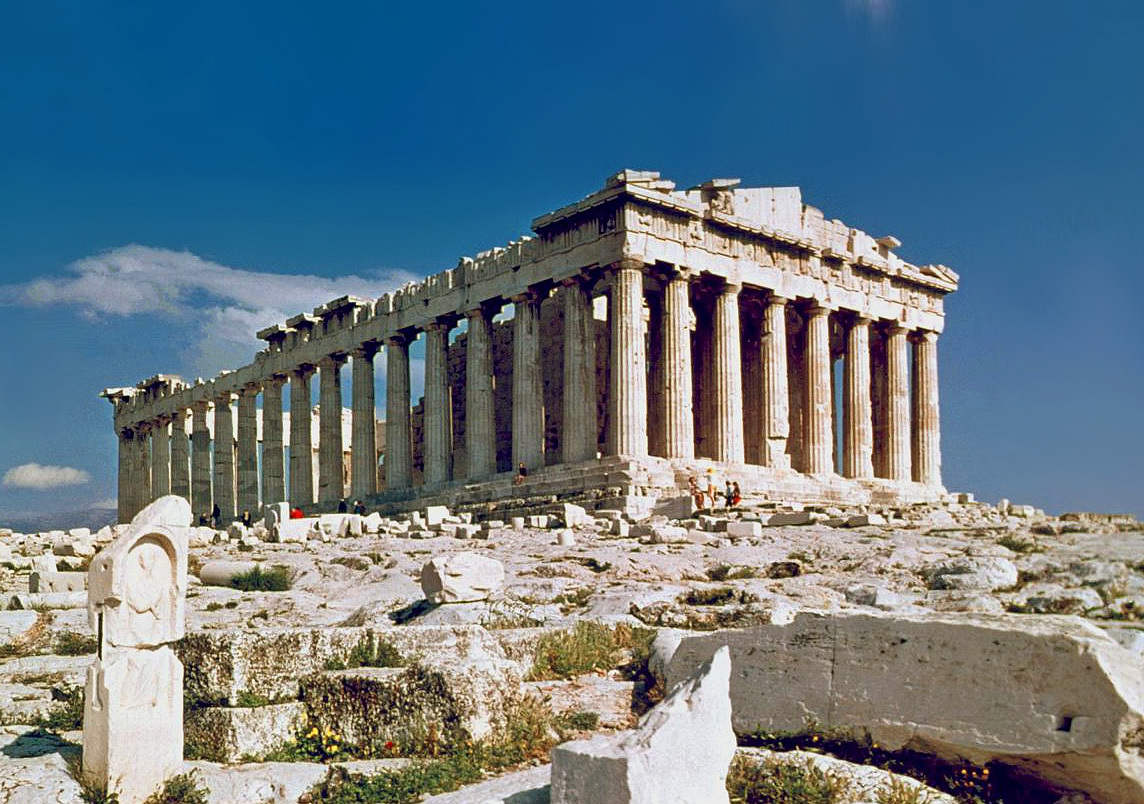
Dzieło Iktinosa – ateński Partenon

Iktinos, Ἰκτῖνος, łac. Ictinus (V wiek p.n.e.) – jeden z najwybitniejszych architektów greckich okresu klasycznego.
Wraz z Fidiaszem i Kallikratesem był twórcą ateńskiej świątyni patronki miasta – Ateny Partenos, powstałej w latach 447-432 p.n.e. na miejscu starszego sanktuarium bogini, tzw. Hekatompedonu z drugiej połowy VI w. p.n.e. Nieznanego pochodzenia, uważany jest za głównego konstruktora Partenonu, zaprojektowanego jako dorycki peripteros z elementami jońskimi, zbudowany z marmuru pentelickiego. Według Witruwiusza (O architekturze VII, 12) miał opisać budowę tego dzieła wspólnie z nieznanym bliżej Karpionem. 
Innym jego dziełem architektonicznym była ufundowana przez mieszkańców Figalii świątynia Apollina w peloponeskich Bassaj, powstała być może też przy współpracy Kallikratesa i skonstruowana również na planie doryckiego perypteru. Jako jej twórcę wymienia go Pauzaniasz (Wędrówki po Helladzie VIII 41,9). Według Strabona i Witruwiusza był budowniczym Telesterionu w Eleuzynie (doryckiego dodekastylosu). Jego dokonania wskazują, że był twórcą inwencyjnym, stosującym śmiało łączenie różnych stylów architektonicznych oraz innowatorem w zakresie kształtowania przestrzennej architektury wnętrz.